# Сім кроків за обрій
«Сім кроків за обрій» (рос. Семь шагов за горизонт) — науково-популярний фільм, знятий 1968 року на студії «Київнаукфільм» режисером Феліксом Соболєвим. Сенсаційний для свого часу фільм досліджує межі можливостей людського мозку, творчих і сенсорних здібностей людини.
Займає 57-му позицію в списку 100 найкращих фільмів в історії українського кіно.

## У ролях
У кіноекспериментах, поставлених у фільмі, беруть участь: лічильник-феномен І. Шелушков; Б. Дрожін — людина, яка нібито володіє телепатичними і сенсорними здібностями; гросмейстер, чемпіон світу з шахів Михайло Таль, що дає у фільмі сеанс одночасної гри на десяти дошках наосліп; гіпнотизер В. Райков, який за допомогою гіпнозу домагається «вивільнення» потенційних можливостей серед учасників експерименту.
Фінальна фраза Володимира Райкова «Дерзайте, ви талановиті!», звернена і до учасників експерименту і до глядачів, стала назвою одного з таких фільмів Фелікса Соболєва.
Консультантом фільму був радянський та російський психолог Артур Петровський.

## Нагороди
- Гран-прі «ЗОЛОТИЙ АСТЕРОЇД» VII МКФ науково-фантастичних фільмів, Трієст, Італія, (1969)
- Приз і диплом першого ступеня X огляду документальних і науково-популярних фільмів, Ленінград, (1969)
- Диплом II Республіканського фестивалю дитячих та юнацьких фільмів, Одеса. (1969)

## Творча група
- Автор сценарію: Євген Загданський
- Консультант: Артур Петровський, професор, член-кореспондент АПН СРСР
- Режисер-постановник: Фелікс Соболєв
- Оператор: Леонід Прядкін
- Звукооператор: Леонід Мороз
- Художник: С. Старов
- Режисер монтажу: Н. Соболєва
- Асистенти режисера: Віктор Олендер, Г. Хуторськой, С. Новофастовський
- Асистенти оператора: В. Верлінський, Віталь Кондратьєв
- Редактор: Юрій Аліков
- Директор картини: С. Орловський